# Glossaire de la luge
Ce glossaire recense des termes et expressions spécifiques à la luge de course.
L'usage du masculin générique singulier a prévalu pour éviter les lourdeurs de style. À titre d'exemple principal et sauf mention contraire, un lugeur désigne donc également une lugeuse.
- Haut – A
- B
- C
- D
- E
- F
- G
- H
- I
- J
- K
- L
- M
- N
- O
- P
- Q
- R
- S
- T
- U
- V
- W
- X
- Y
- Z

## A
- Aire de départ : zone située autour de la rampe de départ où laissent leurs engins entre les manches.
- Aire de décélération : partie finale de la piste après la ligne d'arrivée.

## B
- Banquette : muret de 30 à 50 cm de haut jouxtant les lignes droites et l'intérieur des virages pour éviter toute sortie de piste.
- Berceau : deux arcs métalliques s'insérant dans les longerons au niveau des box. Support à la fixation du carénage.
- Box : pièces métalliques dans les longerons où rentre l'extrémité des berceaux.

## C
- Casquette : rebord en bois ou plastique placé au sommet des virages pour éviter des sorties de pistes.
- Conduite avec le bassin : action de placer son bassin sur l'un des côtés pour obtenir un changement de direction.
- Conduite avec le carénage : action qui consiste à prendre le carénage de chaque côté avant de prendre les poignées.
- Conduite avec les épaules : action d'appuyer sur une de ces épaules pour changer de direction.
- Conduite avec les jambes : action visant à changer de direction à l'aide de ses jambes (qui ralentit cependant le lugeur).
- Conduite avec les poignées : action de tirer vers le haut ou le bas les poignées pour un rapide changement de direction avec un risque de dérapage.

## F
- Fédération internationale de luge de course : fédération régissant la luge sur le plan international (FIL).

## G
- Gilet de plomb : veste contenant le lest qui compense le handicap du poids pour les lugeurs légers (handicap réglementé par la FIL).

## K
- Kreisel : vient de l'Allemand qui signifie « toupie ». Il s'agit d'un virage formant un tour complet.

## L
- Labyrinthe : enchaînement de plusieurs virages courts de sens opposé.
- Lest : poids supplémentaire.
- Longeron : pièce en bois ou matériaux composites où se fixent les patins.
- Luge double (men's doubles) : épreuve de luge où deux lugeurs prennent place sur une luge.
- Luge simple dames (women's singles) : épreuve individuelle de luge féminin.
- Luge simple hommes (men's singles) : épreuve individuelle de luge masculin.
- Lugeron : partie remontante de l'extrémité avant les longerons servant à la conduite avec les jambes.
- Lugeur : pratiquant de la luge.

## M
- Maison de départ : zone située autour du départ.
- Maison d'arrivée : zone située autour de l'arrivée.

## O
- Oméga : virage en forme de Ω (lettre de l'alphabet grec : oméga).

## P
- Patin : pièce fixe métallique permettant de glisser de manière optimale sur la glace (une luge possède deux patins).
- Poignée : située sur l'engin (fixée sur le berceau), elle permet aux lugeurs de se tenir à leur engin mais également à conduire.
- Poignée de départ (ou de traction) : deux barres métalliques permettant aux lugeur de réaliser le mouvement de départ.

## R
- Rampe de décélération : partie finale de la piste après la ligne d'arrivée.
- Rampe de départ : Segment de la piste spécifique au départ. Composée d'une partie horizontale où se situent les poignées de départ puis d'une partie inclinée et plus raide que le reste de la piste, ceci pour augmenter la vitesse du lugeur.

## S
- Les S : labyrinthe dont les virages s'enchaînent très rapidement.